# Calcida blanca
La calcida blanca (Galactites tomentosa) és un card comú originari de la conca Mediterrània.
Les fulles són verdes, molt dividides (pinnatisectes), espinoses, i amb venes blanques molt característiques de l'espècie. La inflorescència és un capítol (com és habitual en els cards) d'un color rosa violaci, tot i que també pot ser blanquinós, sobre un involucre de forma ovoide. La tija és estretament alada i la planta sol fer de 20 a 60 cm d'altura.

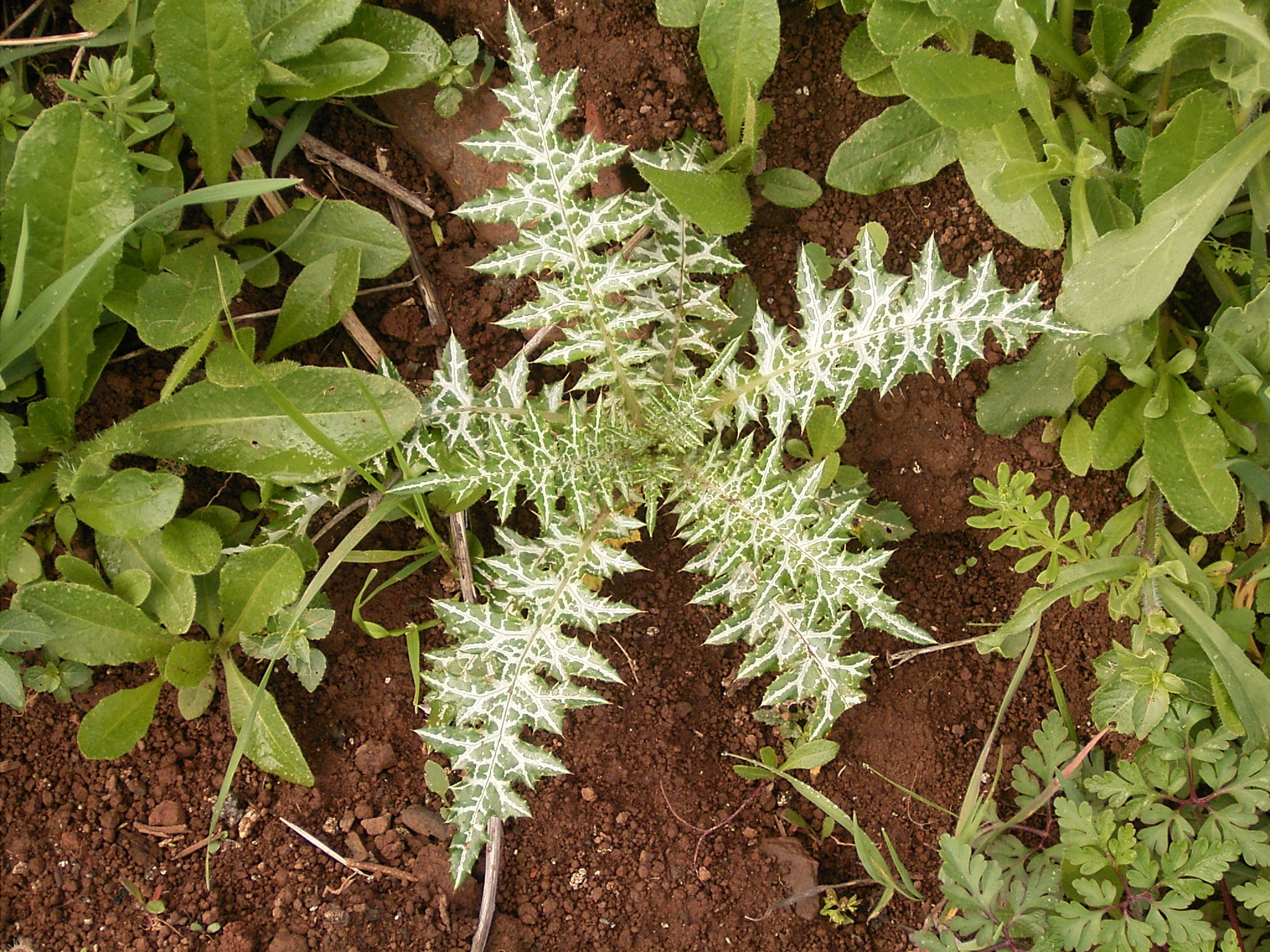
Aspecte de la planta a l'hivern, abans de florir. Es veuen clarament les venes blanques de les fulles.

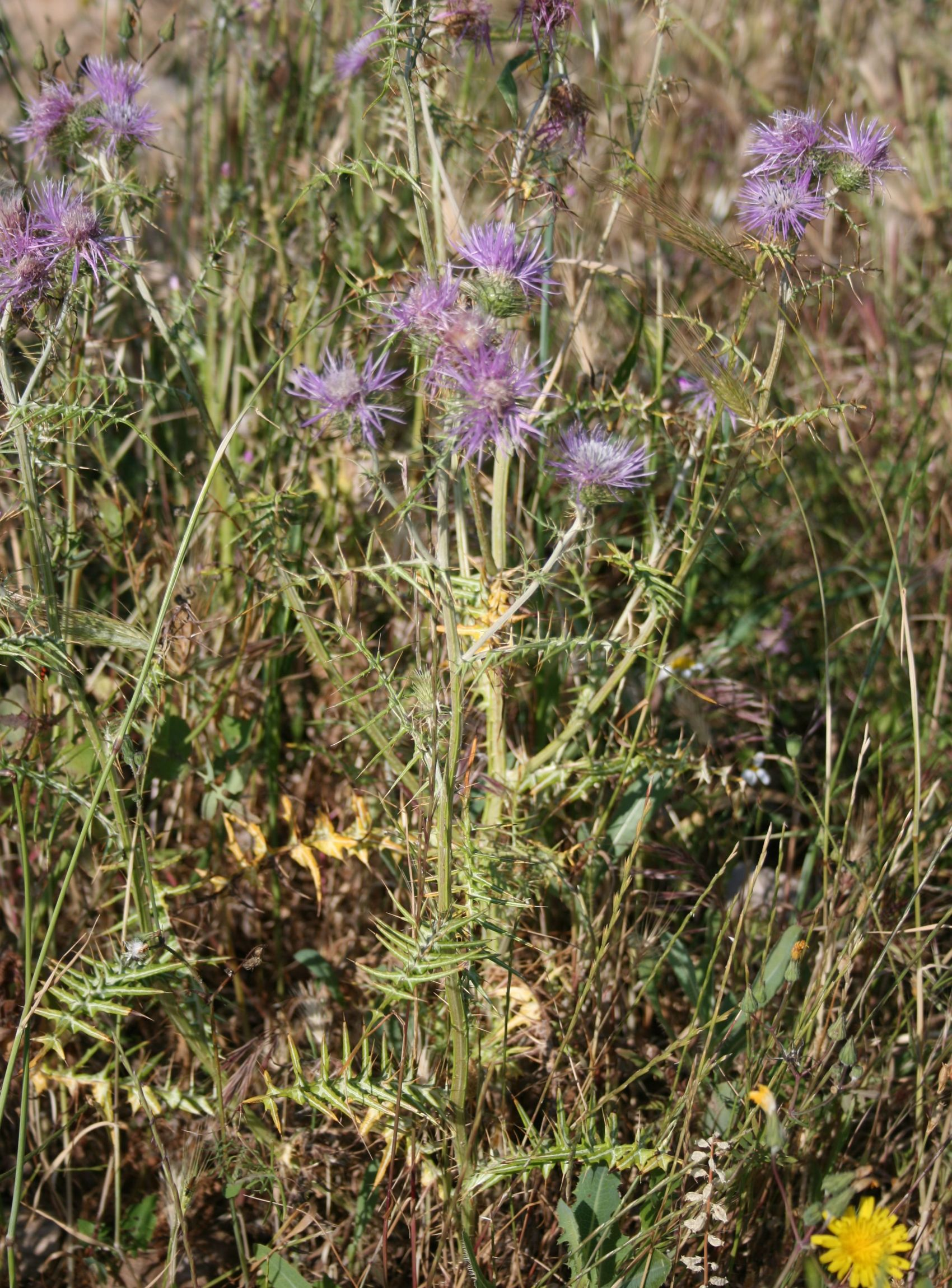
Hàbit.

És una planta anual o biennal i floreix de final d'hivern a mig estiu, però sobretot maig i juny.
És molt freqüent en conreus, erms, vorades de camins pastures de teròfits, i cardassars. És força comú a les Illes Balears i a les contrades marítimes del País Valencià i Catalunya, des del nivell del mar fins als 900 metres d'altura.
Es podria confondre amb el card marià (Silybum marianum) que també té taques blanques a les fulles, i viu en llocs no gaire diferents que la calcida blanca, però es distingeixen fàcilment perquè la calcida blanca té les fulles més dividides i més petites, i també els capítols i el conjunt de la planta són més petits que en el card marià.